# Freestyle Motocross
Freestyle Motocross (även känd som FMX) är en variant av motocross där motorcyklister genom hopp och trick försöker imponera på domare och få så bra poäng som möjligt. 
De två vanligaste typerna av freestyle är:
- Big Air (också känd som Best Trick), där varje tävlande får två hopp (som vanligtvis är längre än 60 fot, cirka 18 m) - från en dirt-ramp. En domarpanel bedömer stil, trickens svårighet och originalitet, och ger poäng enligt en 100-gradig skala. Varje tävlande bästa hopp jämförs och bedöms.
- Freestyle Motocross, där de tävlande får utföra två åk, som varar mellan 90 sekunder och 14 minuter, på en bana som består av flera hopp med varierande längd och vinklar som i allmänhet upptar 1-2 hektar. En domarpanel tilldelar varje tävlande en poäng baserad på en 100-gradig skala, och den tävlande bedöms efter tricksvårigheter och variationer över hopp.

Kända Freestyle motocrossevenemang är Red Bull X-Fighters, NIGHT of the JUMPs, X Games, Gravity Games, Big X, Moto X Freestyle National Championship och Dew Action Sports Tour. Friåkning är den ursprungliga formen av freestyle motocross. Det har ingen struktur, och äger vanligtvis rum på allmän mark. Tävlande letar efter naturliga hopp och branter att utföra sina trick på. Vissa freeriders föredrar att hoppa på sanddyner. På många sätt kräver friåkning mer skicklighet och mental förmåga en annan motocross. Kända friåkningsplatser är Ocotillo Wells och Glamis Dunes i Kalifornien, Beaumont, Texas, och Cainville i Utah